# Économie du Monténégro

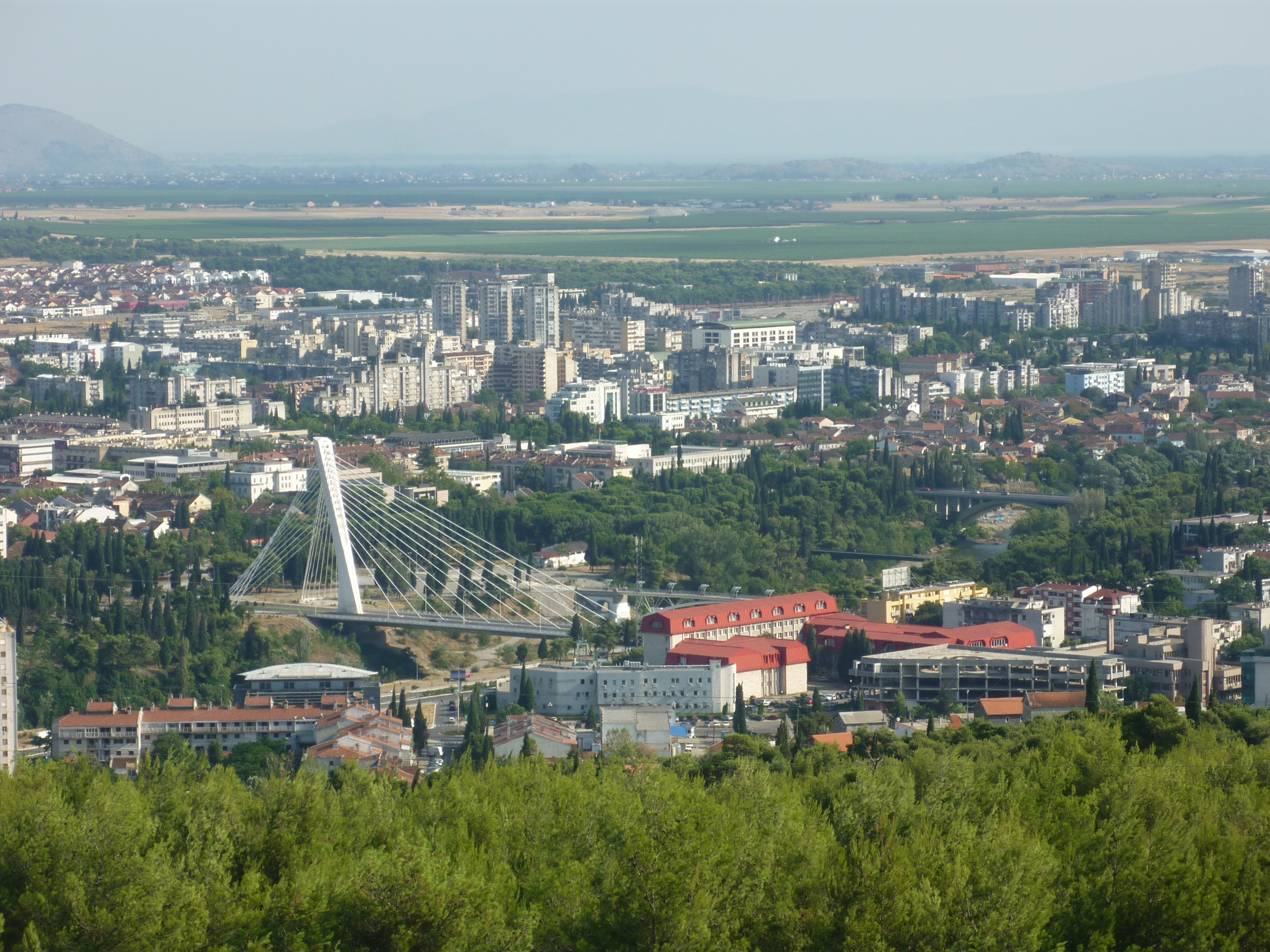
Vue de Podgorica (anciennement Titograd), capitale du Monténégro.

L’économie du Monténégro n’est pas très développée[réf. nécessaire]. Elle reposait à 77 % sur les échanges avec la Serbie.
Freinée par un relief très accidenté, la mise en place d'infrastructures a pris un retard considérable avec les guerres qui ont succédé à l’éclatement de la Yougoslavie.

## Atouts
L’économie a pourtant des atouts, notamment du côté du tourisme sur la côte (bouches de Kotor, ports typiques, plages ensoleillées une grande partie de l'année, climat proche des îles grecques).
L'agriculture est encore traditionnelle et de subsistance : légumes, céréales, pommes de terre, tabac, vin, agrumes, olives, figues... Elle peut se développer si les communications terrestres s'améliorent : élevage de bovins, de porcins et de volailles. 
L'industrie se concentre dans les grandes villes vers des biens de consommation (bazar, textile, petite alimentation ...). 
Le secteur minier s'illustre en exploitation de mines de bauxite, de lignite et de fer.
Le traitement de l'aluminium est important : Aluminium Plant Podgorica (en).
L'industrie du tabac performe également, un certain temps en partie pour la contrebande de tabac,.

## Économie souterraine
L'économie souterraine est considérable, et elle a permis à une bonne partie de la population de supporter les difficultés récentes. Le trafic porte principalement sur les cigarettes et les voitures volées. Cela contribue à donner une image peu attractive pour des investisseurs internationaux (illustré par un célèbre pastiche de publicité en Allemagne : « Venez au Monténégro, votre voiture y est déjà »)[Information douteuse]. Néanmoins le pays a réussi à attirer 600 millions d'euros d'investissement en 2006.

## Produit national brut
En 2007, le produit national brut dépassait à peine le milliard d'euros (l'équivalent du PNB d'une sous-préfecture française). Le déficit de la balance des paiements courants représente 31 % du PIB ce qui est le record d'Europe. 

## Hors crise
Mais contrairement à ce que pensaient beaucoup d'experts à l'indépendance du pays, le Monténégro n'a pas connu de crise financière, dont la crise économique mondiale de 2008.
Le pays a intégré le FMI et a rejoint l'OMC en 2012.
Le Monténégro a adopté unilatéralement l'euro comme monnaie nationale, sans faire partie de l'Union économique et monétaire européenne, ni même de l'Union européenne. Ce n'est donc pas un pays de la zone euro.